# روشنگری اسکاتلند
روشنگری اسکاتلند 

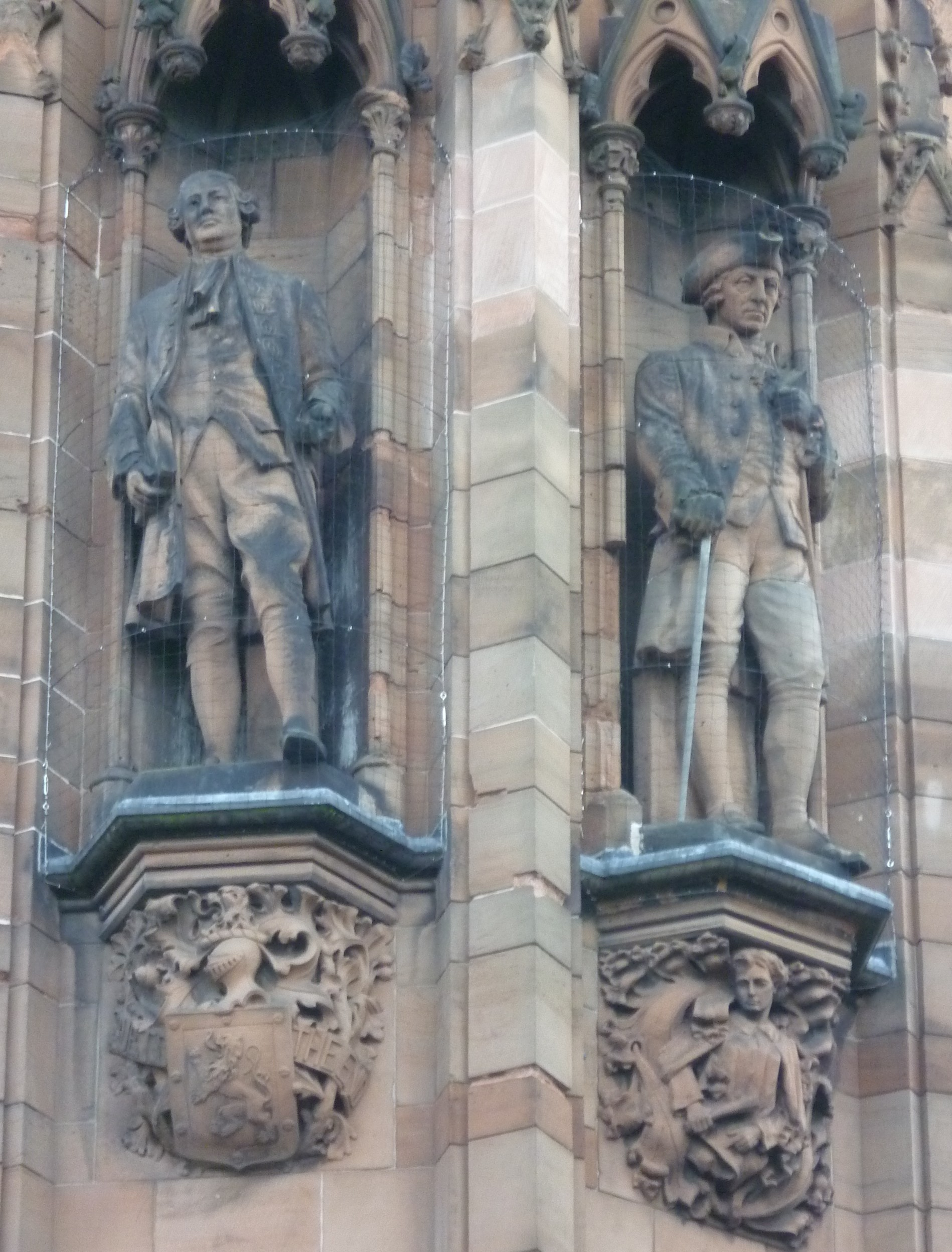
دیوید هیوم و آدام اسمیت در گالری پرتره ملی اسکاتلند

(به گیلیک اسکاتلندی: Enlichtenment)، (به انگلیسی: Scottish Enlightenment)، دوره‌ای در سده هجدهم (میلادی) اسکاتلند است، که با فوران دستاوردهای روشن‌فکری و علمی رقم خورده‌است. تا آن زمان اسکاتلند دارای شبکه‌ای از مدرسه‌های محلی در سرزمین‌های غیرکوهستانی و ۵ دانشگاه بود. فرهنگ روشنگری بر اساس نوشته‌های جدید پیش‌می‌رفت و بحث‌های روزانهٔ شدید در گردهم‌آیی‌های روشن‌فکری در جاهایی چون (انجمن گزیده) و بعدها (کلوپ پوکر) در ادینبرو و نیز در دانشگاه‌های پرسابقه‌ای مانند سنت اندروز، گلاسکو، ادینبرو و آبردین رو به رشد نهاد.
با برداشت مشترکی که از چشم‌انداز انسان‌گرایانه و خردگرایانهٔ روشنگری اروپا در دوران مشابه در سر داشتند، اندیشمندان «روشنگری اسکاتلند» اهمیت اساسی خردگرایی انسانی را همراه با رد هر گونه اقتداری که نتواند با دلیل، توجیه شود پذیرفته و پشتیبانی کردند. آنها به باوری خوشبینانه در توانایی بشریت در ایجاد و انجام تغییرات برای بهسازی جامعه و طبیعت، تنها با دست یازیدن به خردگرایی انسانی و دلیل ایمان داشتند. این ویژگی دوم به این روشنگری اسکاتلند عطر و طعم خاصی، نسبت به همتای قارهٔ اروپایی شان بخشیده بود. در اسکاتلند، «روشنگری» با تجربه گرایی و کمال و عملی که در آن ارزش‌های والا بهبود، فضیلت، و سودمندی عملی برای فرد و همهٔ جامعه بودند مشخص شد.
در میان زمینه‌هایی که در این دوره به سرعت پیشرفت یافتند فلسفه، اقتصاد سیاسی، مهندسی، معماری، پزشکی، زمین‌شناسی، باستان‌شناسی، حقوق، کشاورزی، مواد شیمیایی و جامعه‌شناسی را می‌توان برشمرد. در میان اندیشمندان و دانشمندان این دورهٔ اسکاتلند فرانسیس هاچسون، دیوید هیوم، آدام اسمیت، دوگالد استوارت، توماس رید، رابرت برنز، آدام فرگوسن، جان پلی‌فیر، جوزف بلک و جیمز هاتن بودند.
اثر و نشانه‌های روشنگری اسکاتلند بسیار فراتر از مرزهای جغرافیایی اسکاتلند رفت. این فرا رفتن نه تنها از خودباوریی برمی‌خاست، که دستاوردهای بیرون از اسکاتلند برای اسکاتلند فراهم آورده بود، بلکه به دلیل این هم بود، که آن ایده‌ها و نگرش‌ها در سراسر جهان آن سوی اقیانوس اطلس به دست بخشی از اسکاتلندی‌های خارج از کشور، و نیز دانشجویان آمریکایی دانشگاه‌های اسکاتلند به آن سو منتقل شد، که مورد توجه گسترده و مطالعه قرار گرفت.

## زمینه‌ها
اتحاد با انگلستان در سال ۱۷۰۷ به‌معنای پایان پارلمان و حکومت اسکاتلند بود. نمایندگان مجلس، سیاستمداران، اشراف، و صاحب منصبان همه به لندن رفتند. قانون اسکاتلند، در این میان، به‌طور کامل از قوانین انگلیسی جدا و متفاوت بود، به‌طوری که دادگاه‌های قانون مدنی، وکلا و حقوقدانان به‌ناچار در ادینبورو باقی ماندند. دفتر مرکزی و رهبری کلیسای پروتستان نیز در اسکاتلند باقی ماند، دانشگاه‌ها و موسسات درمانی هم ماندند. وکلا و روحانیون، همراه با استادان، روشنفکران، کادر پزشکی، دانشمندان و معماران با تشکیل یک طبقهٔ متوسط جدید از نخبگان که در منطقه‌های شهری اسکاتلند دست برتر را داشتند به وجود آمدند و موجب تسهیل روند روشنگری اسکاتلند شدند.

## رشد اقتصادی
هنگام ورود به‌این اتحادیه در سال ۱۷۰۷، جمعیت انگلستان حدود پنج برابر جمعیت اسکاتلند و میزان ثروت آن نیز ۳۶ برابر بیشتر بود. اتحاد با انگلستان برای اسکاتلند آغاز توسعهٔ اقتصادی بود که فرصت پرکردن این شکاف را تجربه کرد. تماس با انگلستان منجر به یک تلاش آگاهانه برای بهبود کشاورزی در میان طبقهٔ مرفه و اشراف در اسکاتلند شد. اگرچه برخی از دارندگان املاک کیفیت زندگی بهتری یافتند یرای بسیاری از کارگران محلی وضعیت جدید به آوارگی، و به بیکاری منجر شد و بسیاری ناچار به مهاجرت به شهرها یا به خارج از کشور شدند. تغییر عمده در تجارت بین‌المللی در این زمان، گسترش سریع آمریکا به عنوان یک بازار بود. گلاسکو به‌ویژه از این تجارت جدید به‌خوبی بهره‌مند شد؛ در ابتدا تهیه و ارسال کالاهای تولیدی به مستعمرات، گلاسگو را به عنوان محور تجارت توتون و تنباکو درآورد و سپس، دوباره صادر کردن آن به خصوص به فرانسه رونق یافت.